# Seznam dílů pořadu Slavné značky
Seznam dílů pořadu Slavné značky uvádí přehled jednotlivých částí tohoto pořadu vysílaného internetovou televizí Stream.cz.
| Pořadí | Název                                                                       | Autor              | Datum premiéry     | Článek o značce                         |
| ------ | --------------------------------------------------------------------------- | ------------------ | ------------------ | --------------------------------------- |
| 1      | Versace                                                                     | Stanislav Brunclík | 30. dubna 2015     | Versace                                 |
| 2      | Harley-Davidson                                                             | Stanislav Brunclík | 7. května 2015     | Harley-Davidson                         |
| 3      | Pfizer                                                                      | Stanislav Brunclík | 14. května 2015    | Pfizer                                  |
| 4      | Virgin                                                                      | Stanislav Brunclík | 14. května 2015    | Virgin Group                            |
| 5      | Gazprom                                                                     | Stanislav Brunclík | 27. května 2015    | Gazprom                                 |
| 6      | Smith & Wesson                                                              | Stanislav Brunclík | 3. června 2015     | Smith & Wesson                          |
| 7      | Puma vs Adidas                                                              | Stanislav Brunclík | 10. června 2015    | Adidas, Puma                            |
| 8      | Tesco                                                                       | Stanislav Brunclík | 17. června 2015    | Tesco                                   |
| 9      | Lego                                                                        | Stanislav Brunclík | 24. června 2015    | Lego                                    |
| 10     | McDonald's                                                                  | Stanislav Brunclík | 2. července 2015   | McDonald's                              |
| 11     | IKEA                                                                        | Stanislav Brunclík | 8. července 2015   | IKEA                                    |
| 12     | Budweiser                                                                   | Stanislav Brunclík | 16. července 2015  | Anheuser-Busch                          |
| 13     | Levi's                                                                      | Stanislav Brunclík | 22. července 2015  | Levi Strauss & Co.                      |
| 14     | Greenpeace                                                                  | Stanislav Brunclík | 29. července 2015  | Greenpeace                              |
| 15     | Gillette                                                                    | Stanislav Brunclík | 5. srpna 2015      | Gillette                                |
| 16     | Cartier                                                                     | Stanislav Brunclík | 13. srpna 2015     | Cartier                                 |
| 17     | Sony                                                                        | Stanislav Brunclík | 19. srpna 2015     | Sony                                    |
| 18     | Coca-Cola                                                                   | Stanislav Brunclík | 26. srpna 2015     | Coca-Cola                               |
| 19     | DreamWorks                                                                  | Stanislav Brunclík | 3. září 2015       | DreamWorks                              |
| 20     | Dom Perignon                                                                | Stanislav Brunclík | 10. září 2015      | Moët & Chandon                          |
| 21     | Apple                                                                       | Stanislav Brunclík | 16. září 2015      | Apple                                   |
| 22     | Nasa                                                                        | Stanislav Brunclík | 23. září 2015      | NASA                                    |
| 23     | Baťa                                                                        | Stanislav Brunclík | 30. září 2015      | Baťa                                    |
| 24     | Real Madrid                                                                 | Stanislav Brunclík | 9. října 2015      | Real Madrid                             |
| 25     | BBC                                                                         | Stanislav Brunclík | 14. října 2015     | BBC                                     |
| 26     | Boeing                                                                      | Stanislav Brunclík | 21. října 2015     | Boeing                                  |
| 27     | Electrolux                                                                  | Stanislav Brunclík | 28. října 2015     | Electrolux                              |
| 28     | Seznam.cz                                                                   | Stanislav Brunclík | 5. listopadu 2015  | Seznam.cz                               |
| 29     | Dr. Oetker                                                                  | Stanislav Brunclík | 11. listopadu 2015 | Dr. August Oetker KG                    |
| 30     | Chanel                                                                      | Stanislav Brunclík | 18. listopadu 2015 | Chanel S A                              |
| 31     | Mercedes-Benz                                                               | Stanislav Brunclík | 25. listopadu 2015 | Mercedes-Benz                           |
| 32     | Mattel – Revoluce v hračkářském průmyslu                                    | Stanislav Brunclík | 2. prosince 2015   | Mattel                                  |
| 33     | Cirque du Soleil – Z pouličního klauna až do vesmíru                        | Stanislav Brunclík | 9. prosince 2015   | Cirque du Soleil                        |
| 34     | Marlboro – V zemi kovbojů                                                   | Stanislav Brunclík | 16. prosince 2015  | Marlboro                                |
| 35     | Lékaři bez hranic – Novodobí hrdinové                                       | Stanislav Brunclík | 23. prosince 2015  | Lékaři bez hranic                       |
| 36     | Smajlík – :-)                                                               | Stanislav Brunclík | 31. prosince 2015  | Smajlík                                 |
| 37     | Gucci – Od brašnáře mezi elitu módního světa                                | Stanislav Brunclík | 6. ledna 2016      | Gucci                                   |
| 38     | Sberbank – Přerod komunistického molochu                                    | Stanislav Brunclík | 14. ledna 2016     | Sberbank                                |
| 39     | NIKE – Pod křídly bohyně vítězství                                          | Stanislav Brunclík | 20. ledna 2016     | Nike                                    |
| 40     | Victoria´s Secret – Přes sebevraždu k nejslavnější značce spodního prádla   | Stanislav Brunclík | 27. ledna 2016     | Victoria's Secret                       |
| 41     | Herbalife – Drogy a alkohol versus zdravý životní styl                      | Stanislav Brunclík | 3. února 2016      | Herbalife                               |
| 42     | Van Cleef & Arpels – Mysteriózní zákulisí dokonalých šperků                 | Stanislav Brunclík | 10. února 2016     | Van Cleef & Arpels                      |
| 43     | NIVEA – Století sněhobílého krému                                           | Stanislav Brunclík | 18. února 2016     | Nivea                                   |
| 44     | Pepsi Cola – Příběh mnoha prvenství a jedné věčné prohry                    | Stanislav Brunclík | 24. února 2016     | Pepsi                                   |
| 45     | Unilever – Když máte dvě miliardy zákazníků denně                           | Stanislav Brunclík | 2. března 2016     | Unilever                                |
| 46     | Wrigley – Takové to domácí žvýkání                                          | Stanislav Brunclík | 9. března 2016     | William Wrigley Jr. Company             |
| 47     | ELAN – Lyže, které přinesly carvingovou revoluci                            | Stanislav Brunclík | 16. března 2016    | ELAN                                    |
| 48     | Michelin – Jízda, která chutná prostě skvěle!                               | Stanislav Brunclík | 23. března 2016    | Michelin                                |
| 49     | H&M – Skvěle prodejný sen o dostupném luxusu                                | Stanislav Brunclík | 30. března 2016    | H&M                                     |
| 50     | Royal Dutch Shell – Od lastur mezi elitu ropných společností                | Stanislav Brunclík | 6. dubna 2016      | Royal Dutch Shell                       |
| 51     | Ray Ban – Zakázaný paprsek módním kultem                                    | Stanislav Brunclík | 13. dubna 2016     | Ray-Ban                                 |
| 52     | Samsung – Tři hvězdy, které dobyly svět                                     | Stanislav Brunclík | 20. dubna 2016     | Samsung                                 |
| 53     | Christie's – Second hand pro milionáře                                      | Stanislav Brunclík | 28. dubna 2016     | Christie's                              |
| 54     | MARVEL – Zázračný svět superhrdinů                                          | Stanislav Brunclík | 5. května 2016     | Marvel Comics                           |
| 55     | Nestlé – Úspěch je sladký!                                                  | Stanislav Brunclík | 12. května 2016    | Nestlé                                  |
| 56     | Louis Vuitton – Zavazadla s monogramem                                      | Stanislav Brunclík | 19. května 2016    | Louis Vuitton                           |
| 57     | Gibson – Kytary, které změnily svět                                         | Stanislav Brunclík | 25. května 2016    | Gibson Guitar Corporation               |
| 58     | Huawei – Čínská technologie kolem nás                                       | Stanislav Brunclík | 1. června 2016     | Huawei                                  |
| 59     | All Blacks – Černá značka z „konce“ světa                                   | Stanislav Brunclík | 8. června 2016     | Novozélandská ragbyová reprezentace     |
| 60     | Stolichnaya – Kapka socialismu za „železnou oponou“                         | Stanislav Brunclík | 15. června 2016    | Stolichnaya                             |
| 61     | Microsoft – Tvrdý technologický obr                                         | Stanislav Brunclík | 23. června 2016    | Microsoft                               |
| 62     | COHIBA – Doutník s vůní revoluce                                            | Stanislav Brunclík | 29. června 2016    | Cohiba                                  |
| 63     | L'Oréal – Nejsilnější kosmetická značka světa                               | Stanislav Brunclík | 6. července 2016   | L'Oréal                                 |
| 64     | Al-Džazíra – Televize pro miliardu lidí                                     | Stanislav Brunclík | 13. července 2016  | Al-Džazíra                              |
| 65     | AIG – Vzestupy a pády pojišťovacího gigantu                                 | Stanislav Brunclík | 21. července 2016  | American International Group            |
| 66     | Parmalat – Největší finanční skandál Evropy                                 | Stanislav Brunclík | 27. července 2016  | Parmalat                                |
| 67     | Mezinárodní olympijský výbor – Pět propojených kruhů                        | Stanislav Brunclík | 3. srpna 2016      | Mezinárodní olympijský výbor            |
| 68     | DHL – „Pravá ruka“ globalizace                                              | Stanislav Brunclík | 10. srpna 2016     | DHL                                     |
| 69     | Chiquita – Krev, pot a banány!                                              | Stanislav Brunclík | 17. srpna 2016     | Chiquita                                |
| 70     | Walmart – Levný nákup za každou cenu                                        | Stanislav Brunclík | 24. srpna 2016     | Walmart                                 |
| 71     | Swarovski – Vybroušený skleněný svět                                        | Stanislav Brunclík | 31. srpna 2016     | Swarovski                               |
| 72     | Rolls-Royce – Od narození tak trochu jiné auto                              | Stanislav Brunclík | 7. září 2016       | Rolls-Royce                             |
| 73     | Kalašnikov – Nejslavnější samopal na světě                                  | Stanislav Brunclík | 14. září 2016      | Kalašnikov                              |
| 74     | VISA – Jak se zrodila kreditní karta                                        | Stanislav Brunclík | 21. září 2016      | Visa                                    |
| 75     | Procter & Gamble – Nesmrtelná značka nařčená ze satanismu                   | Stanislav Brunclík | 29. září 2016      | Procter & Gamble                        |
| 76     | Manolo Blahnik – Sex ve městě a česká stopa                                 | Stanislav Brunclík | 5. října 2016      | Manolo Blahnik                          |
| 77     | NOKIA – Výrobce papíru a holínek, který přinesl věk mobilní komunikace      | Stanislav Brunclík | 13. října 2016     | Nokia                                   |
| 78     | Hilton – Zkrachovalý bankéř hotelovým magnátem                              | Stanislav Brunclík | 20. října 2016     | Hilton Worldwide Holdings, Incorporated |
| 79     | Red Bull – Thajský životavudič na cestě k nejoblíbenějšímu nápoji světa     | Stanislav Brunclík | 26. října 2016     | Red Bull                                |
| 80     | Emirates – Světově proslulé aerolinky za deset milionů                      | Stanislav Brunclík | 26. listopadu 2016 | Emirates                                |
| 81     | FIAT – Z farmáře mezi nejmocnější značky světa                              | Stanislav Brunclík | 9. listopadu 2016  | Fiat                                    |
| 82     | Villeroy & Boch – Na dně s Titanikem i pod klenbou Velkého divadla v Rusku  | Stanislav Brunclík | 16. listopadu 2016 | Villeroy & Boch                         |
| 83     | Warner Bros. – Bratři z Polska, kteří navždy změnili filmový průmysl        | Stanislav Brunclík | 23. listopadu 2016 | Warner Bros.                            |
| 84     | Rolex – Jediné hodinky, které byly na absolutním dně i na nejvyšším vrcholu | Stanislav Brunclík | 30. listopadu 2016 | Rolex                                   |
| 85     | SKF – Všudypřítomný švédský gigant                                          | Stanislav Brunclík | 7. prosince 2016   | SKF                                     |
| 86     | YAMAHA – Obr vzešlý z opraváře hodinek                                      | Stanislav Brunclík | 14. prosince 2016  | Yamaha                                  |
| 87     | UNICEF – naděje pro každé dítě                                              | Stanislav Brunclík | 21. prosince 2016  | Dětský fond Organizace spojených národů |
| 88     | The Simpsons – Vycpávka zábavního pořadu, která si podmanila svět           | Stanislav Brunclík | 28. prosince 2016  | Simpsonovi                              |
| 89     | Porsche – Od Hitlera až k ikonickému sporťáku                               | Stanislav Brunclík | 4. ledna 2017      | Porsche                                 |
| 90     | Amazon – Když zafunguje kouzelné zaklínadlo, je to mazec!                   | Stanislav Brunclík | 11. ledna 2017     | Amazon.com                              |
| 91     | PRADA – Jak komunistka vybudovala firmu pro bohatou elitu                   | Stanislav Brunclík | 18. ledna 2017     | Prada                                   |
| 92     | Sikorsky – Od legendárního Černého jestřába po nejrychlejší vrtulník světa  | Stanislav Brunclík | 26. ledna 2017     | Sikorsky Aircraft Corporation           |
| 93     | Romanée Conti – Sedmička červeného v hodnotě slušného automobilu            | Stanislav Brunclík | 1. února 2017      | Romanée Conti                           |
| 94     | Carl Zeiss Jena – Od pidisvěta mikroskopu až po nekonečný vesmír            | Stanislav Brunclík | 8. února 2017      | Carl Zeiss AG                           |
| 95     | EMI – Příběh, který nastartoval vynálezce gramofonu                         | Stanislav Brunclík | 15. února 2017     | EMI                                     |
| 96     | Saudi Aramco – Příběh nejhodnotnější značky světa                           | Stanislav Brunclík | 22. února 2017     | Saudi Aramco                            |
| 97     | IBM – Cesta od hokynářství k počítačové revoluci                            | Stanislav Brunclík | 1. března 2017     | IBM                                     |
| 98     | Van Houten – Značka, která stvořila kakao                                   | Stanislav Brunclík | 8. března 2017     | Van Houten                              |
| 99     | Hermés – V dlouhé frontě na nejdražší kabelku světa                         | Stanislav Brunclík | 15. března 2017    | Hermés                                  |
| 100    | General Electric – Technologický pokrok lidstva ve dvou písmenech           | Stanislav Brunclík | 22. března 2017    | General Electric                        |
| 101    | Playboy – Nejslavnější zajíček světa                                        | Stanislav Brunclík | 29. března 2017    | Playboy                                 |
| 102    | Caterpillar – Nejsilnější housenka světa                                    | Stanislav Brunclík | 5. dubna 2017      | Caterpillar                             |
| 103    | Hennessy – Irské kořeny na západě Francie                                   | Stanislav Brunclík | 13. dubna 2017     | Hennessy                                |
| 104    | Durex – Když boříte společenské předsudky                                   | Stanislav Brunclík | 19. dubna 2017     | Durex                                   |
| 105    | Steiff – Příběh ochrnuté ženy, která stvořila plyšového medvídka            | Stanislav Brunclík | 26. dubna 2017     | Steiff                                  |
| 106    | D. A. S. – Nikdy nevíte, kdy je budete potřebovat                           | Stanislav Brunclík | 17. května 2017    | D.A.S. pojišťovna právní ochrany        |
| 107    | Fernet Stock – Tajemství nejslavnějšího českého likéru                      | Stanislav Brunclík | 8. června 2017     | Fernet Stock                            |
| 108    | Viessmann – Firma, která změnila svět vytápění                              | Stanislav Brunclík | 27. září 2017      | Viessmann                               |
| 109    | DIOR – Módní génius, který změnil vnímání ženské krásy                      | Stanislav Brunclík | 4. října 2017      | Christian Dior SE                       |
| 110    | BMW – Tři písmena, která změnila dopravu na Zemi                            | Stanislav Brunclík | 11. října 2017     | BMW                                     |
| 111    | FIFA – Skandály kolem krásného sportu                                       | Stanislav Brunclík | 18. října 2017     | FIFA                                    |
| 112    | Moser – Královské sklo                                                      | Stanislav Brunclík | 25. října 2017     | Moser                                   |
| 113    | Husqvarna – Od výrobce pušek ke strojírenské legendě                        | Stanislav Brunclík | 1. listopadu 2017  | Husqvarna                               |
| 114    | JBS – Tuny steaků v brazilském balení                                       | Stanislav Brunclík | 8. listopadu 2017  | JBS                                     |
| 115    | Elite – Mimořádně ceněná krása                                              | Stanislav Brunclík | 16. listopadu 2017 | Elite                                   |
| 116    | Staropramen – Tvůrce legendární české desítky                               | Stanislav Brunclík | 23. listopadu 2017 | Staropramen                             |
| 117    | Dyson – Splněný sen o luxování bez sáčků                                    | Stanislav Brunclík | 30. listopadu 2017 | Dyson                                   |
| 118    | Johnstons of Elgin – Živoucí historie oblečení z kašmíru                    | Stanislav Brunclík | 6. prosince 2017   | Johnstons of Elgin                      |
| 119    | Canon – Od dřevěného foťáku mezi nejuznávanější značky světa                | Stanislav Brunclík | 13. prosince 2017  | Canon                                   |
| 120    | Kimberly-Clark – Papírna, která změnila vnímání osobní hygieny              | Stanislav Brunclík | 20. prosince 2017  | Kimberly-Clark                          |
| 121    | Rossignol – Nejtradičnější lyžařská značka světa                            | Stanislav Brunclík | 28. prosince 2017  | Rossignol                               |